# Biharpoklos község
Biharpoklos község (románul: Comuna Pocola) község Bihar megyében, Romániában. Központja Biharpoklos, beosztott falvai Belényesszentmárton, Fenyéres, Kisfenyéres, Pontoskő.

## Népessége
A 2011-es népszámlálás adatai alapján a község népessége 1571 fő volt.